# Mamadi Diakité
Mamadi Diakité, né le 21 janvier 1997 à Conakry en Guinée, est un joueur guinéen de basket-ball évoluant aux postes d'ailier fort et pivot. Il mesure 2,05 m et devient le premier Guinéen champion NBA en 2021,.

## Biographie

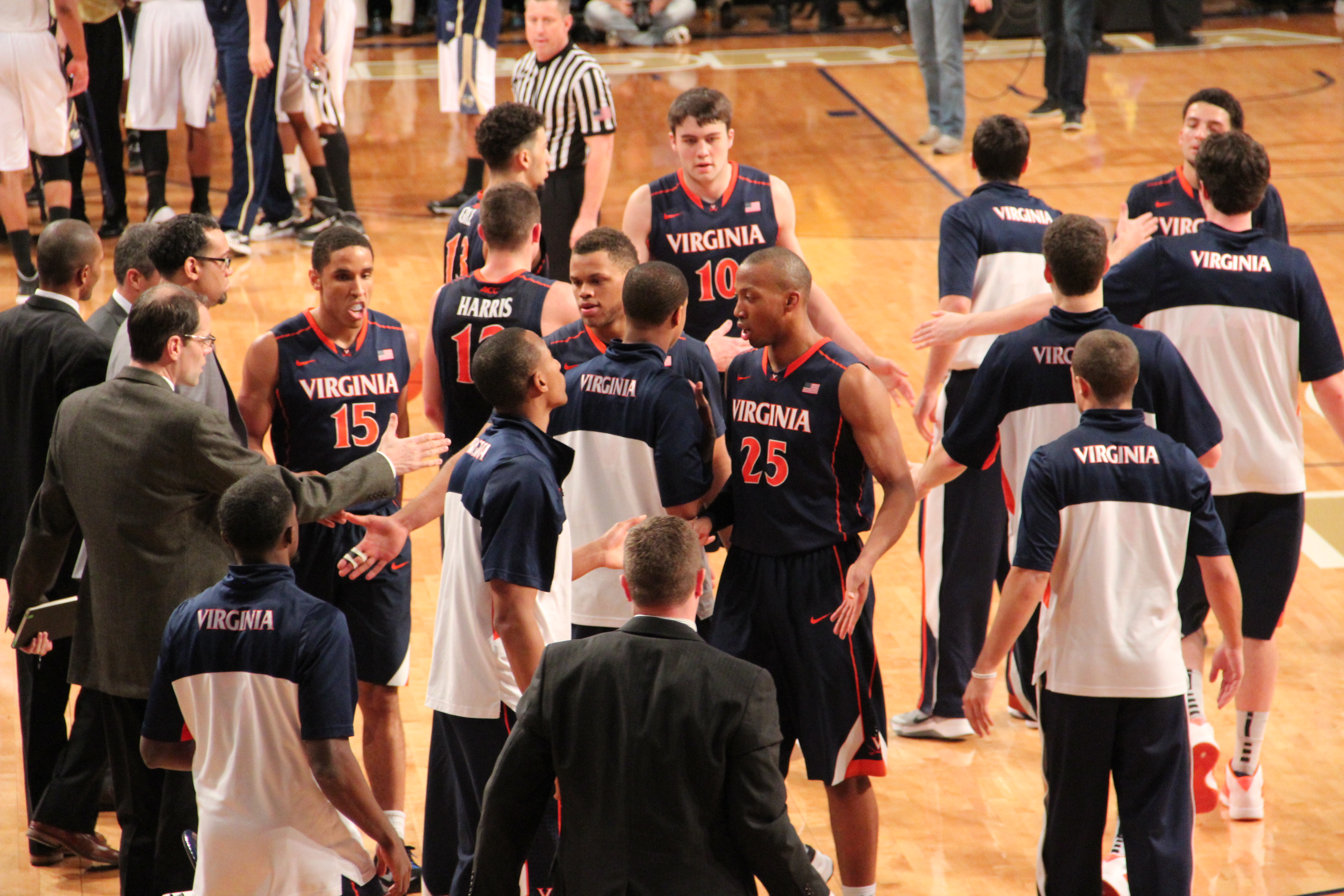
L'équipe masculine de basket-ball Virginia entre 2013-14

Il joue quatre saisons en université avec les Cavaliers de la Virginie et est automatiquement éligible à la draft 2020 de la NBA.
Il n'est pas sélectionné mais signe, le 22 novembre 2020, un contrat two-way avec les Bucks de Milwaukee. En avril, son contrat two-way est transformé en contrat plein. 
Il est coupé fin septembre 2021 puis signé par le Thunder d'Oklahoma City dans la foulée. Le 17 octobre 2021, il est coupé par le Thunder d'Oklahoma City.
Le 12 janvier 2022, il signe pour 10 jours en faveur du Thunder d'Oklahoma City. Il est coupé le 10 février 2022.
En octobre 2022, il signe un contrat two-way avec les Cavaliers de Cleveland.
Le 1er janvier 2024, il s'engage du côté des Spurs de San Antonio via un contrat two-way. Il est coupé le 1er mars 2024.
Le 14 mars 2024, il signe pour 10 jours avec les Knicks de New York. Le 26 mars, il signe jusqu'à la fin de saison avec les Knicks.
En juillet 2024, les Grizzlies envoient Ziaire Williams aux Nets de Brooklyn en échange de Mamadi Diakité. Diakité n'est pas conservé dans l'effectif des Grizzlies pour la saison 2024-2025.

## Palmarès
- Champion de la Conférence Est de la NBA en 2021
- Champion NBA Saison 2020-2021